# Комон (Ер)
Комон (фр. Caumont) насеље је и општина у северној Француској у региону Горња Нормандија, у департману Ер која припада префектури Берне.
По подацима из 2011. године у општини је живело 999 становника, а густина насељености је износила 166,5 становника/km². Општина се простире на површини од 6 km². Налази се на средњој надморској висини од 144 метара (максималној 140 m, а минималној 1 m).

## Демографија
| 1962. | 1968. | 1975. | 1982. | 1990. | 1999. | 2011. |
| ----- | ----- | ----- | ----- | ----- | ----- | ----- |
| 591   | 605   | 633   | 759   | 951   | 995   | 999   |

График промене броја становника у току последњих година